# Diplazium esculentum

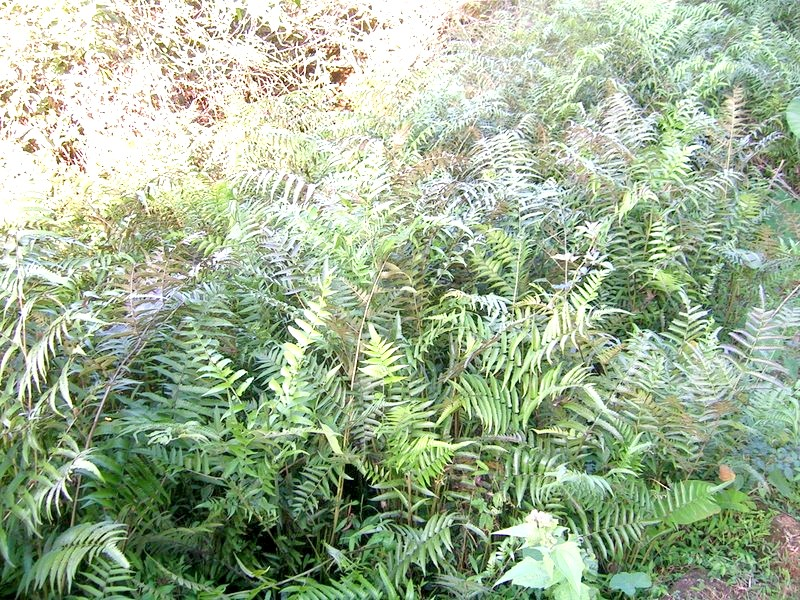
Espécimen creciendo junto a un arroyo.

Diplazium esculentum, paca, es una especie de helecho comestible propio de Asia y Oceanía. Probablemente es la especie de helecho más consumida. En Malasia se le denomina pucuk paku y paku tanjung,  pakô en Filipinas, dhekia (ঢেকীয়া) en Assam "Dhenkir Shaak (ঢেঁকির শাক) en Bengali, y linguda en el norte de India, en referencia a su fronda ensortijada. En Tailandia se le denomina phak khut (en tailandés: ผักกูด). Si bien podría contener pequeñas cantidades de toxinas de los helechos, no existen registros de efectos tóxicos significativos.
El género Diplazium pertenece a la familia Athyriaceae, en el clado Eupolypodiales II del orden Polypodiales, en la clase Polypodiopsida.

## Descripción
Es un helecho de gran porte con un rizoma ascendente de entre 20 cm a 1 m de alto y recubierto de pequeñas escamas rufas de 10 a 1,2 mm de largo. Estípites de unos 70 cm de largo. Es una planta bipinada con largos peciolos marrones de 30 a 60 cm de largo, y la base del peciolo negra y cubierta de diminutas escamas. La fronda llega a medir 1.5 m de largo, y los folíolos de unos 8 cm de largo y 2 cm de ancho.

## Usos
Las frondas jóvenes se consumen fritas como verduras o son utilizadas en ensaladas. En Hawaii se le utiliza para preparar pohole. A veces la planta es cultivada para decorar los hogares.

## Efectos farmacológicos
El extracto posee actividad  inhibitoria del alfa-glucosidasa.

## Galería

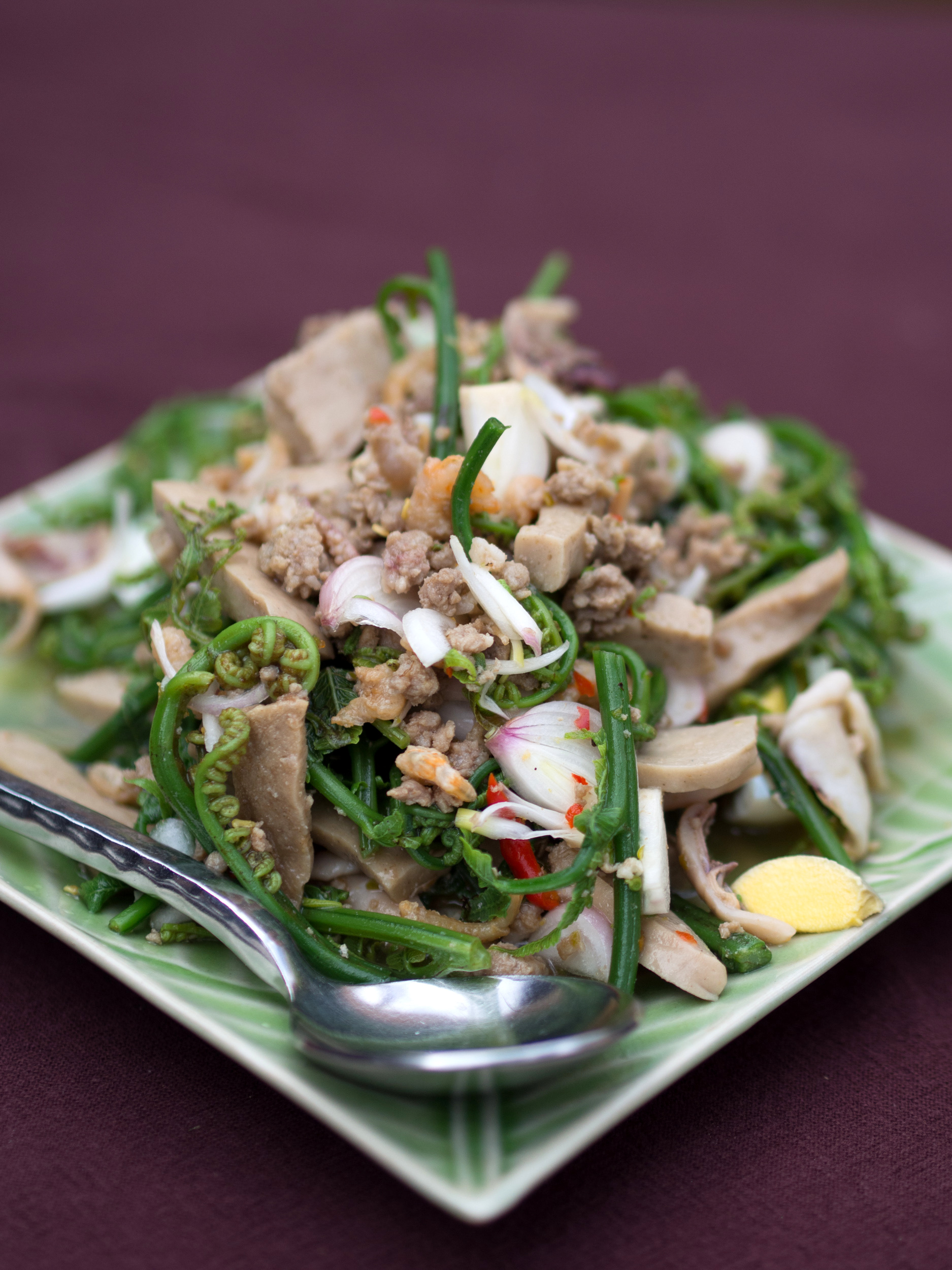
Yam phak khut: tipo de ensalada tailandesa a base de hojas de helecho y cerdo.
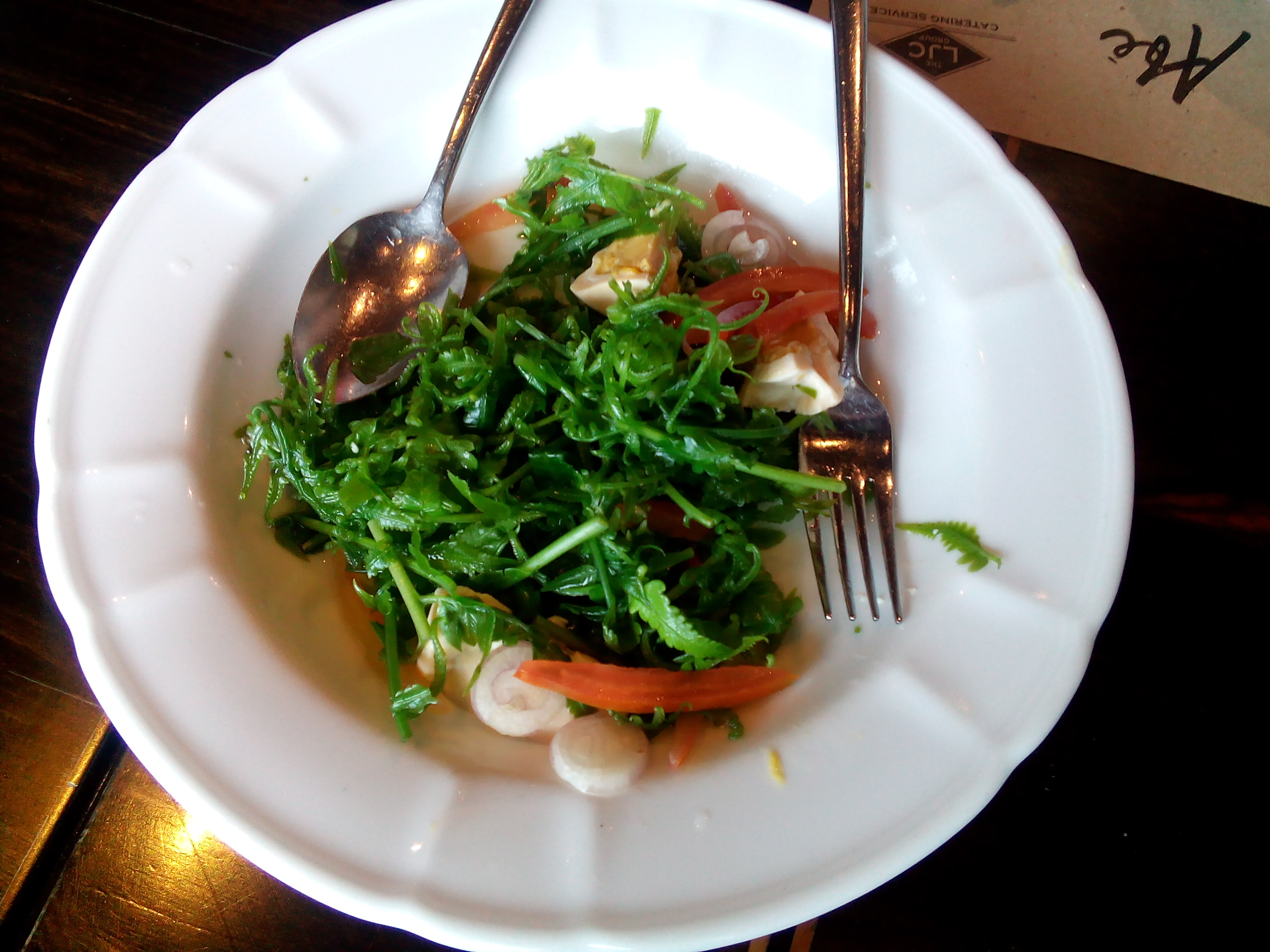
Una preparación a base de helecho en un restaurante de Manila, Filipinas, donde se le denomina pako.